# James Neal
James Deter Neal (Oshawa, 3 settembre 1987) è un hockeista su ghiaccio canadese che gioca come attaccante per i Vegas Golden Knights, formazione della National Hockey League.

## Carriera

### Club

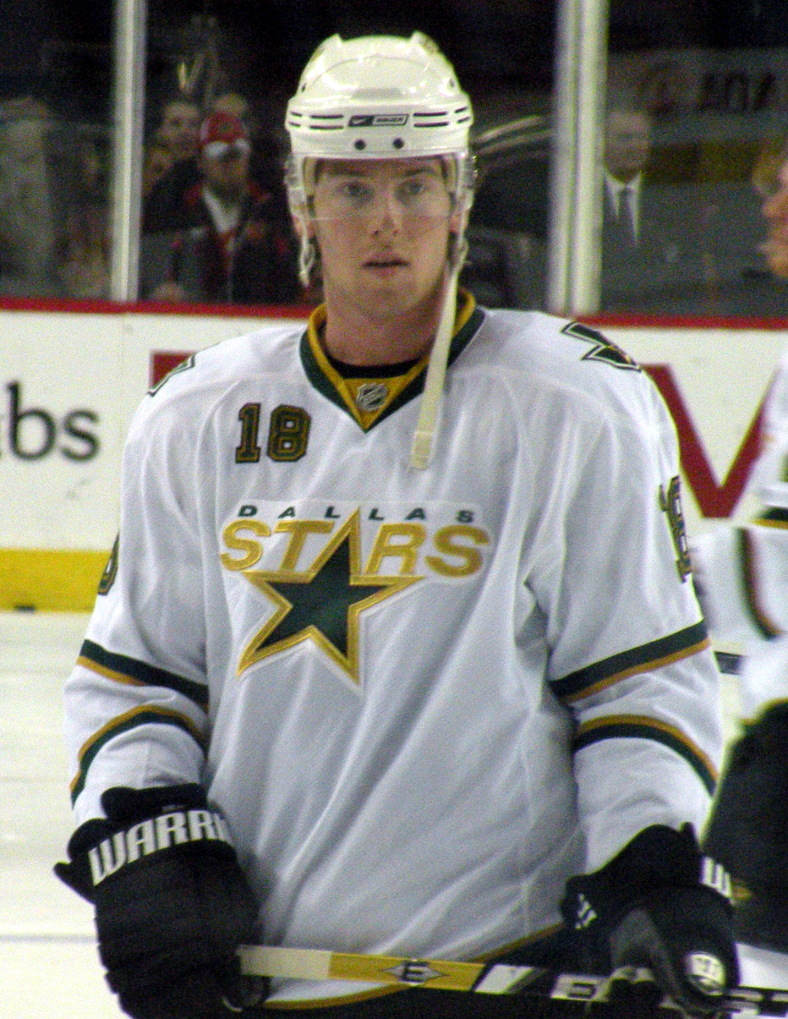
James Neal con la maglia dei Dallas Stars.

Neal fu selezionato dai Plymouth Whalers in occasione del draft del 2003 dell'Ontario Hockey League. Dopo aver disputato la sua prima stagione completa in OHL, con 46 punti in 17 incontri disputati, il giocatore fu selezionato in 33ª posizione assoluta nel NHL Entry Draft del 2005 dai Dallas Stars. Dopo aver preso parte ad un camp di allenamento di NHL con gli Stars, Neal ritornò a Plymouth per disputare la stagione 2005–06. Nel campionato successivo fu selezionato per rappresentare la Western Conference nell'All-Star Game dell'OHL, mettendo a segno una rete. Con Plymouth conquistò il titolo dell'OHL e mise a segno cinque reti in occasione della Memorial Cup svoltasi quell'anno a Vancouver.
Nella stagione 2007–08 Neal fece il suo debutto nel mondo professionistico in American Hockey League con la formazione affiliata ai Dallas, gli Iowa Stars. Trascorse tutta la stagione in AHL, terminando con 18 gol e 19 assist in 62 partite giocate; per rendimento offensivo fu il capocannoniere fra i rookie di Iowa.
Neal segnò la sua prima rete in NHL con i Dallas Stars all'esordio assoluto nella lega, il 10 ottobre 2008, contro il portiere Pascal Leclaire dei Columbus Blue Jackets. La sua prima doppietta invece giunse il 26 novembre in occasione della vittoria 4-3 contro i Minnesota Wild. Il 23 dicembre Neal firmò il primo hat trick della sua carriera contro Toronto Maple Leafs, partita conclusasi 8-2 per gli Stars. Le sue performance positive contribuirono alla sua chiamata in occasione dell'NHL YoungStars Game, evento incluso nell'All-Star Game di Montréal del 2009. Neal spezzò inoltre il record della franchigia degli Stars per i gol segnati da un rookie (esclusi gli anni dei Minnesota North Stars) superando le 17 segnature di Jussi Jokinen della stagione 2005–06 in occasione del largo successo per 10–2 contro i New York Rangers il 6 febbraio 2009. La sua prima stagione si concluse con 24 reti e 37 punti totali.
Il 3 ottobre Neal segnò le prime due reti degli Stars della stagione 2009-10 contro i Nashville Predators. Il suo rendimento offensivo migliorò fino a raggiungere un totale di 55 punti. Il 16 settembre 2010 Neal firmò un prolungamento biennale del suo contratto con gli Stars, per un totale di 3,75 milioni di dollari.
Prima del termine del mercato della stagione 2010-11, il 21 febbraio, Neal passò ai Pittsburgh Penguins insieme al difensore Matt Niskanen, in cambio del difensore Alex Goligoski. Neal fece per la prima volta un'apparizione ai playoff, segnando inoltre la rete di Gara-4 il 20 aprile contro i Tampa Bay Lightning dopo due tempi supplementari. Il 19 febbraio 2012 Neal rinnovò il proprio contratto con i Penguins per le successive sei stagioni, fino alla conclusione della stagione 2017-2018. Al termine della stagione 2011-2012 fu inserito nell'NHL First All-Star Team come migliore ala destra della lega.

### Nazionale
James Neal esordì nella nazionale U18 nel mondiale del 2005, giocando sei partite con una rete ed un assist. Nel dicembre del 2006 fu chiamato per prendere parte al mondiale U-20 del 2007; senza mettere a segno alcun punto riuscì comunque a vincere con il Canada la medaglia d'oro. Due anni dopo fece il suo esordio nella nazionale maggiore in occasione dell'edizione dei Mondiali del 2009 disputata in Svizzera, uscendo tuttavia dal roster alla fine del primo turno a causa di un infortunio; nelle sole tre partite giocate segnò una rete e fornì due assist. Nel 2011 invece disputò i mondiali in Slovacchia.

## Palmarès

### Club
- Ontario Hockey League: 1

Plymouth: 2006-2007

### Nazionale
- Campionato mondiale di hockey su ghiaccio Under-20: 1

Canada 2007

### Individuale
- NHL First All-Star Team: 1

2011-2012
- OHL First All-Star Team: 1

2006-2007
- CHL Second All-Star Team: 1

2006-2007